# Kostel Povýšení svatého Kříže (Vtelno)
Kostel Povýšení svatého Kříže je římskokatolický kostel zasvěcený Povýšení svatého Kříže ve Vtelně v okrese Most. Jeho současná barokní podoba vychází z přestavby v letech 1736-1738. Je chráněn jako kulturní památka České republiky.

## Historie
Vtelno mělo statut farní obce. Do zdejší farnosti, inkorporované cisterciáckému klášteru v Oseku u Duchcova, patřily vsi Chanov, Rudolice nad Bílinou, Skyřice, Stránce a Velebudice. První písemná zmínka o farním kostele pochází z roku 1377. Dnes ovšem není možné přesně určit, kdy a na jakém místě první kostel stál. Snad se nacházel v místě dnešní farské zahrady. Kostel i přilehlá fara v roce 1710 vyhořely. Kostel však nebyl požárem poničen zcela, protože v novém kostele se používaly zvony ze starého kostela. Ve starém kostele se před třicetiletou válkou konaly protestantské bohoslužby. Nový vtelenský kostel nechal vybudovat opat Jeroným Besnecker. Je dílem italského stavitele sídlícího v Litoměřicích Octavia Broggia, který jej postavil během krátké doby v letech 1736-1738.

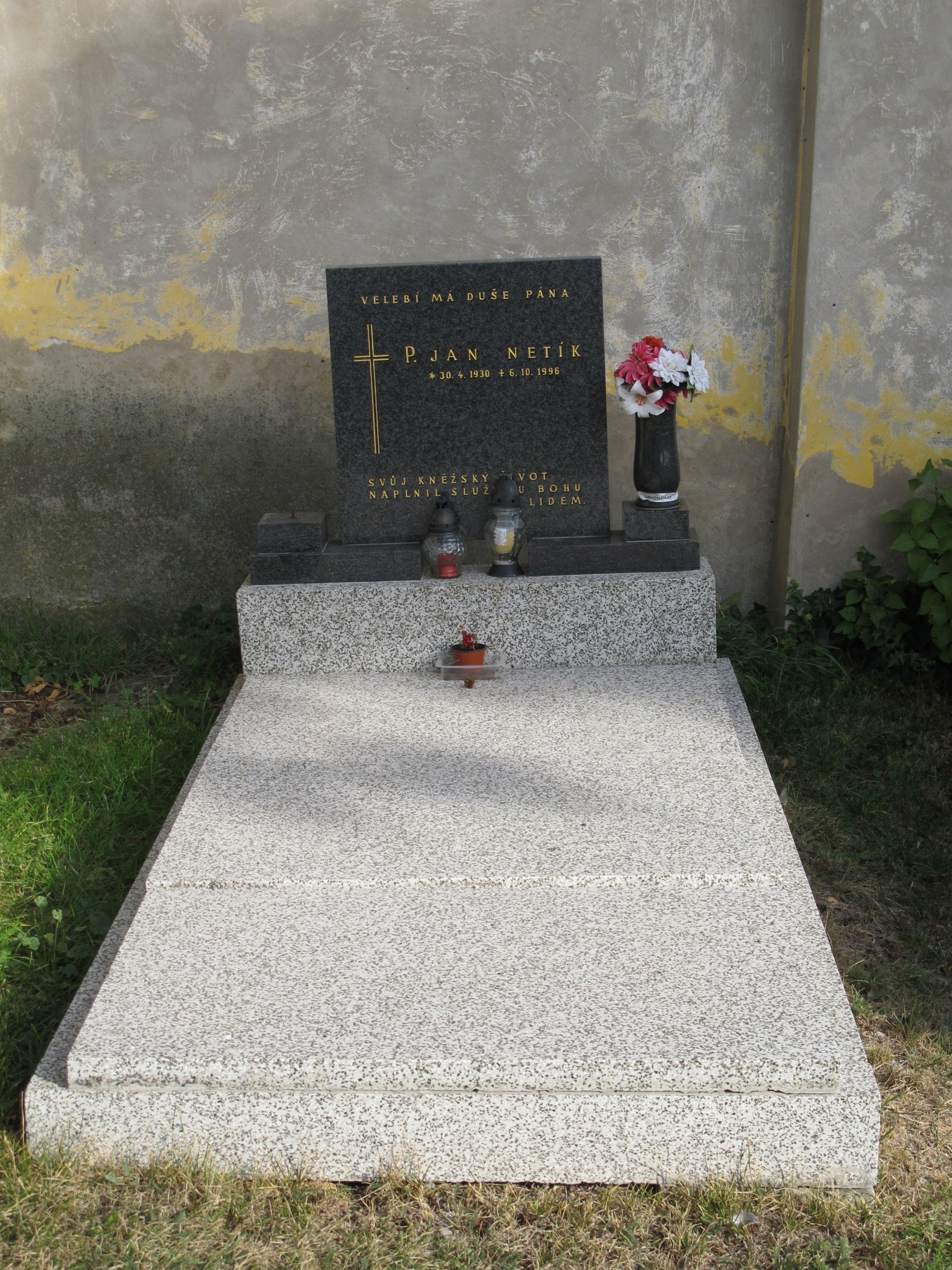
Hrob P. Jana Netíka u západní stěny kostela

Hřbitov přiléhající k severozápadu byl vybudován zároveň s novým kostelem. V roce 1889 došlo k jeho rozšíření severním směrem a v roce 1931 na východní stranu. Fara byla obnovena již krátce po požáru v letech 1711-1712 také podle architekta Broggia. Fara byla obsazena až do roku 1966, kdy odešel poslední vtelenský farář Michael Raab do německého Budyšína a fara zůstala neobsazena. Po roce 1990 dojížděl do Vtelna sloužit bohoslužby P. Jan Netík.

## Architektura
Kostel se nachází na mírném návrší na severozápadním okraji obce. Jedná se o jednolodní stavbu s valenou klenbou a s obdélnou boční sakristií s oratoří v patře. Nad hlavním průčelím je vystavěna hranolová věž. Průčelí se čtyřmi iónskými pilastry má portál zdobný supraportou s aliančním znakem oseckých opatů, nad portálem je okno se suprafenestrou.

## Vnitřní vybavení
- hlavní oltář Povýšení sv. Kříže
- dva boční oltáře sv. Rodiny a sv. Kříže
- kazatelna z roku 1764
- barokní křtitelnice kolem roku 1700
- rokoková výzdoba převážně od sochaře Františka Rottera z let 1765-1766

## Přemístěné sochy
V areálu kostela vzniklo na přelomu 70. a 80. let 20. století lapidárium, kam byly převezeny památky z obcí, které byly zlikvidovány při důlní těžbě. V současné době se zde nacházejí objekty:
- čtyři výklenkové kaple z obce Libkovice z poutní cesty do Mariánských Radčic
- sochy sv. Floriána z obcí Kopisty a Chanov
- soubor tří smírčích křížů z obcí Kopisty a Libkovice (kříž z Horní Vsi byl zničen roku 1991)
- kamenný sokl s erby z obce Konobrže

Socha sv. Prokopa, mariánský sloup a sousoší sv. Jana Nepomuckého byly opět přemístěny do Mostu.

## Galerie plastik

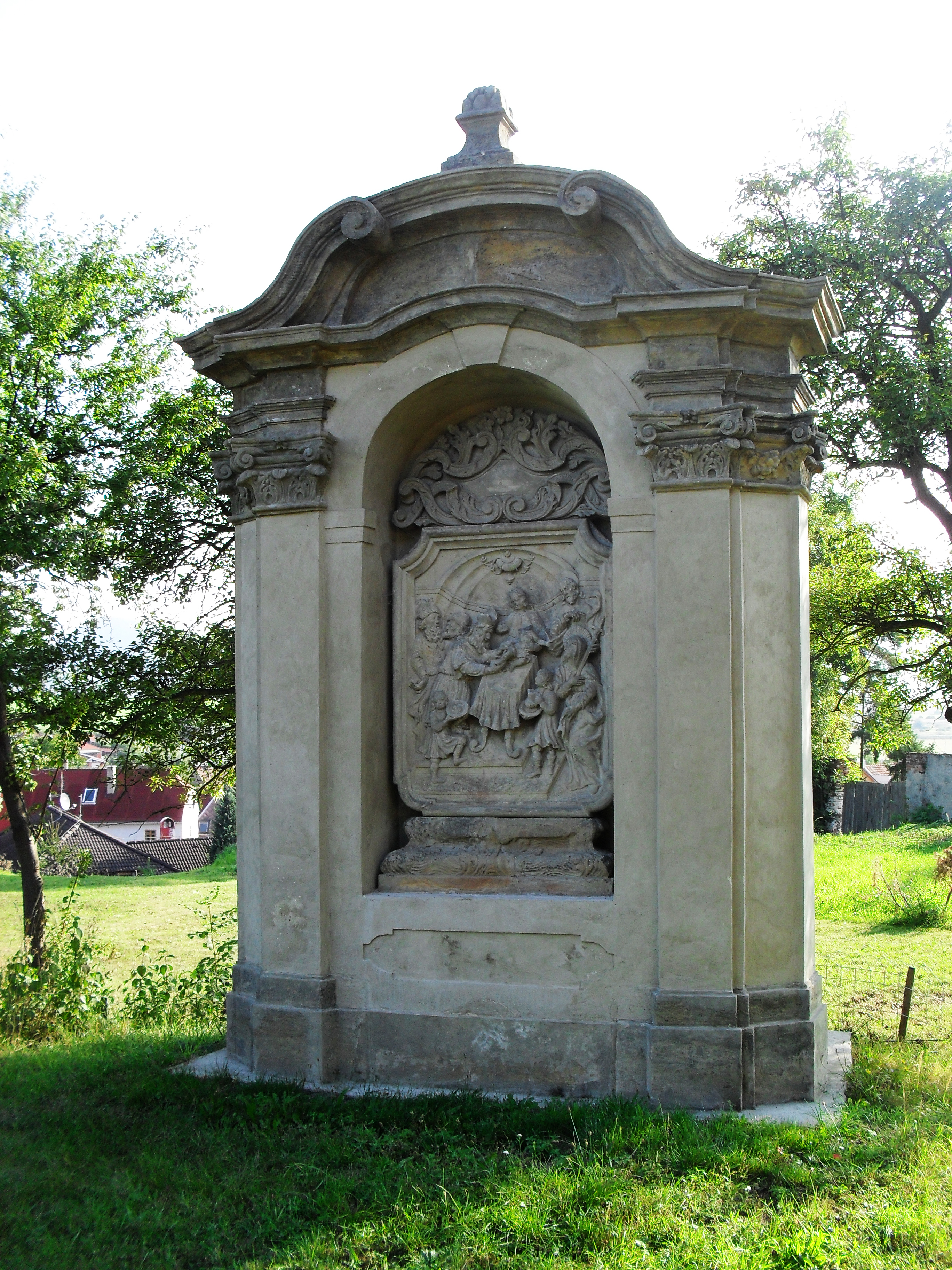
Výklenková kaple
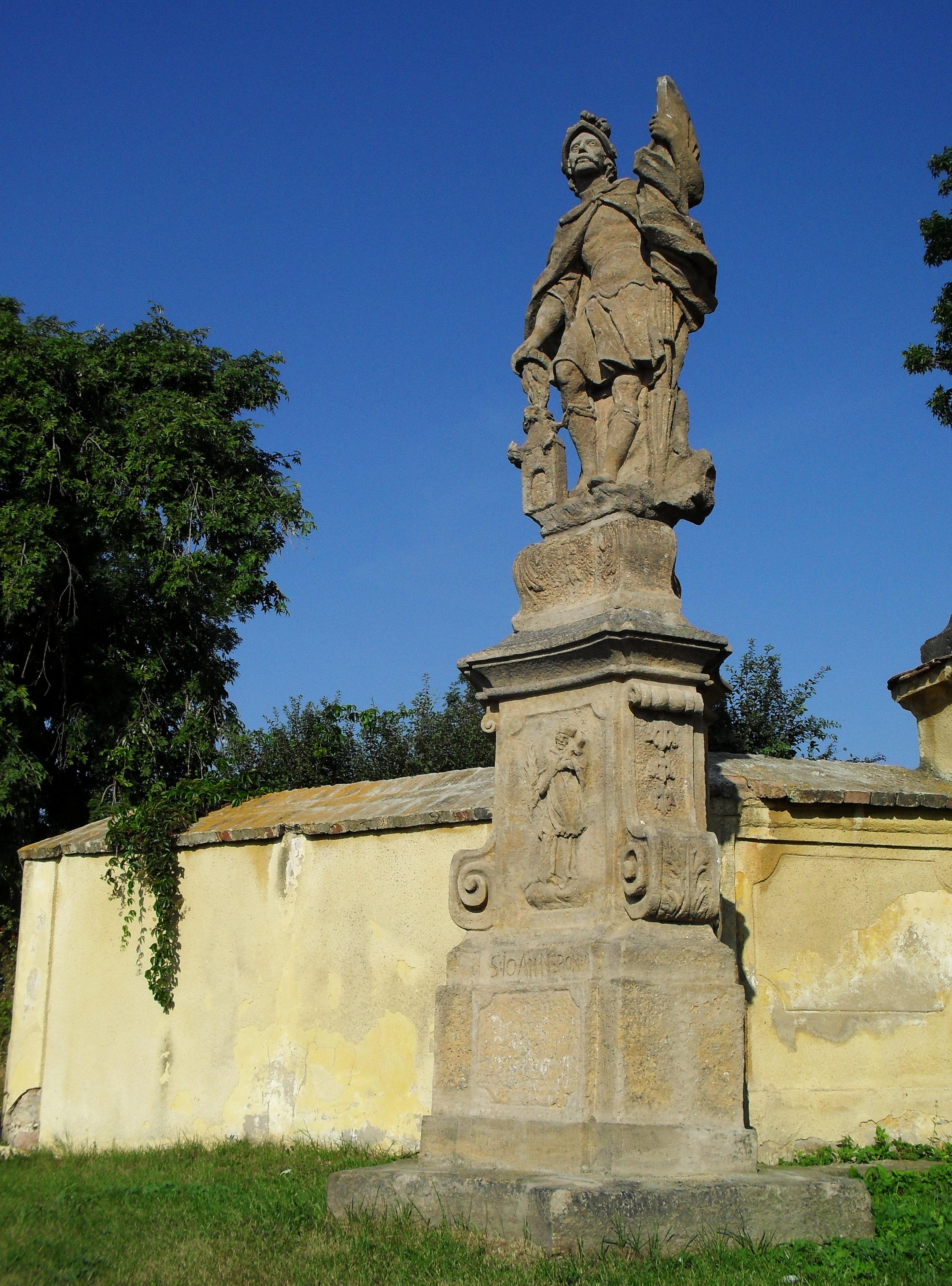
Sv. Florián z Kopist
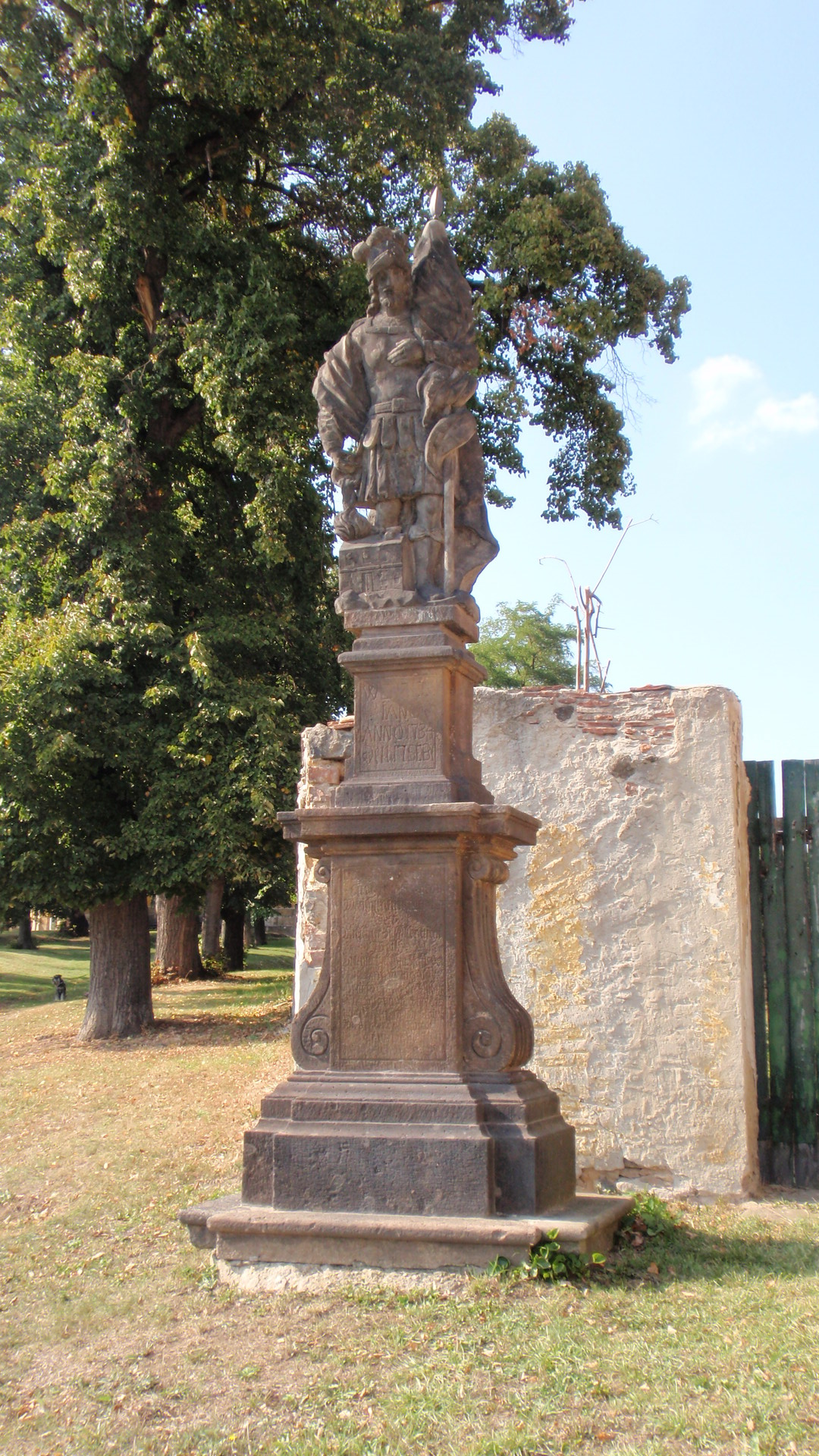
Sv. Florián z Chanova
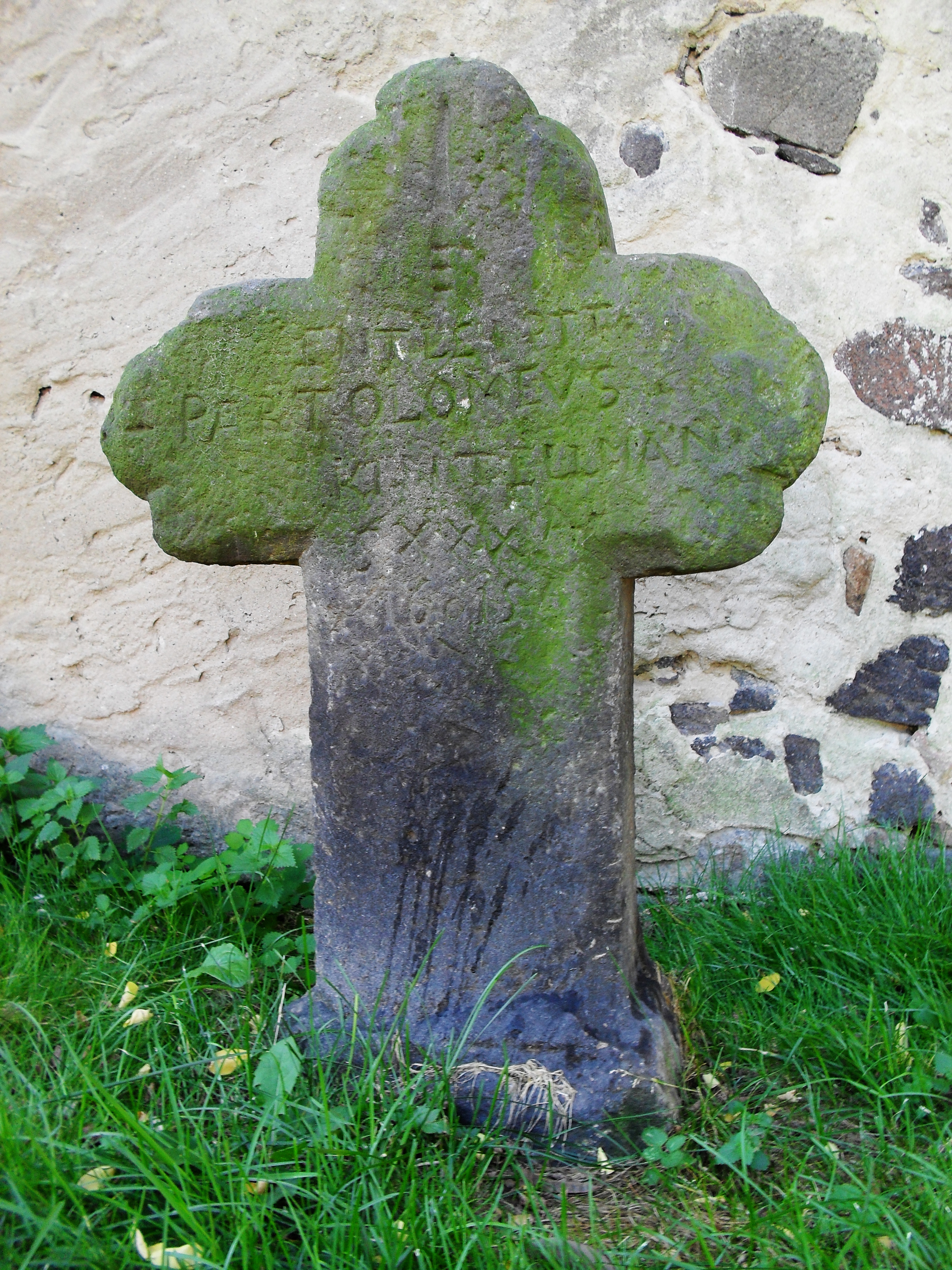
Smírčí kříž s nožem z Libkovic
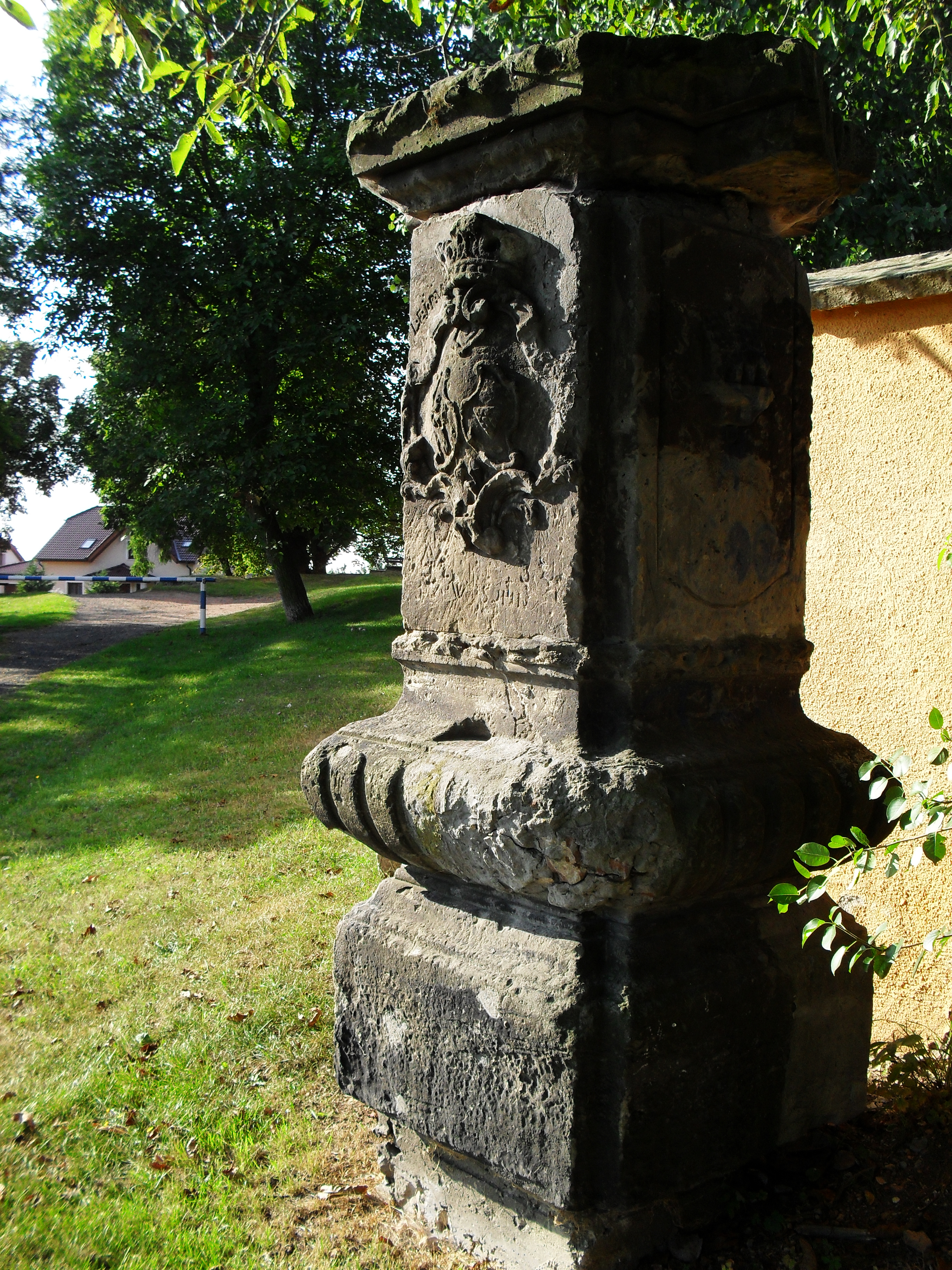
Podstavec s erby z Konobrž